# 赤木須留喜
赤木 須留喜（あかぎ するき、1923年10月30日 - 2000年4月16日）は、日本の政治学者。
兵庫県豊岡市出身。旧制姫路高等学校を経て、1950年東京大学法学部政治学科卒。1955年同大学院研究奨学生修了。旧・東京都立大学人文学部講師、助教授、1966年法学部教授。1987年定年退官、名誉教授、明治学院大学教授。1994年退職。
父は中筋村（現豊岡市）村長の赤木一雄、兄は画家の赤木蘇夫二（そぶじ）、叔父は農学博士・政治家で「砂防の父」と呼ばれる赤木正雄である。

## 著書
- 『東京都政の研究 普選下の東京市政の構造』未来社 1977
- 『行政責任の研究』岩波書店 1978
- 『近衛新体制と大政翼賛会』岩波書店 1984
- 『翼賛・翼壮・翼政 続近衛新体制と大政翼賛会』岩波書店 1990
- 『<官制>の形成 日本官僚制の構造』日本評論社 1991

共編
- 小島昭『現代の公共政策』小島美子共編 勁草書房 1990

## 論文
- 赤木須留喜